# Félix Goethals
Félix Goethals (14 de janeiro de 1891, Rinxent - 24 de setembro de 1962, Capinghem) foi um ciclista profissional francês. Atuou profissionalmente entre 1913-1914 e 1919-1926.

## Tour de France
- 1920 : 9 colocado, vencedor de uma etapa
- 1921 : 10 colocado, vencedor de três etapas
- 1923 : 13 colocado, vencedor de duas etapas
- 1924 : 25 colocado, vencedor de uma etapa